# Giuseppe Dordoni
Giuseppe "Pino" Dordoni, född 28 juni 1926 i Piacenza i provinsen Piacenza, död 24 oktober 1998 i Piacenza, var en italiensk friidrottare.
Dordoni blev olympisk mästare på 50 kilometer gång vid olympiska sommarspelen 1952 i Helsingfors.